# Вірний (канонерський човен)
«Вірни́й» — радянський річковий канонерський човен (канонерка), облаштований у період громадянської війни з мобілізованого парового колісного буксира. Брав участь у Громадянської та Німецько-радянській воєн. Наприкінці серпня 1941 року канонерка відзначилася успішними діями під час знищення мосту через Дніпро біля с. Окунінове, де на той момент розташовувався плацдарм 6-ї німецької армії.

## Історія служби
Паровий колісний буксир побудовано у 1898 році у Німеччині у місті Кенігсберг для комерційних перевезень. Як цивільне судно буксир плавав по Дніпру до 1919 року.
У лютому 1919 року, коли Червона армія вибила армію УНР з Києва, судно націоналізували. Вже у березні 1919 року пароплав мобілізували більшовики та озброїли його двома 76-мм гарматами та шістьма кулеметами. З квітня того ж року бронепароплав «Вірний» вже знаходився у складі червоної Дніпровської флотилії. У ті місяці корабель вів бойові дії проти загонів отаманів Струка, Зеленого та Григор'єва. 3 липня 1919 року канонерський човен провів свій перший бій проти денікінців поблизу Катеринослава, а 2 жовтня — поблизу села Окунінове проти кораблів денікінської флотилії.
6 жовтня 1919 бронепароплав отримав нову назву «Гнівний», більш потужну 120-мм артилерію та увійшов до класу «важких канонерських човнів». Екіпаж складався майже виключно з латишів. Навесні 1920 року корабель стояв на ремонті, а з липня того ж року брав участь у Польсько-радянській війні на відрізку Ходорів — Трипілля. У кінці серпня все корабельне озброєння було демонтоване, а в 1921 році він почав використовуватися як цивільний буксир для перевезень на Дніпрі.

Кормова та зенітна гармати радянського канонерського човна «Вірний», на задньому плані канонерський човен «Передовий», 1935 рік.

У 1925 році буксиру повернули стару назву «Вірний», знову мобілізували та озброїли 120-мм гарматами та залучили до військової служби на Дніпрі. З 27 червня 1931 року «Вірний» був у складі Дніпровської флотилії, а з 17 липня — складі Пінської військової флотилії (ПВФ).
Початок Німецько-радянської війни, 22 червня 1941 року, «Вірний» зустрів на полігоні біля села Кальне. У той же день корабель брав участь у відбитті німецького авіанальоту на Київ. За наказом командуючего ПВФ, контр-адмірала Рогачова, 4 липня канонерка перейшов на ріку Прип'ять у район Дорошевичі, що неподалік містечка Петриков. До 7 липня корабель перебував поблизу містечка Річиця. До 18 липня «Вірний» був флагманом ПВФ.
Але вже 11 липня канонерський човен включено до складу Дніпровського загону річкових кораблів (ЗРК) Пінської військової флотилії (ПВФ) для дій у районі Трипілля, Ржищів, Канів. 29 липня корабель своїм вогнем підтримував радянські стрілецькі частини під час оборони Ходорова. 8 серпня він діяв поблизу міста Ржищів, 10 серпня — поблизу Кременчука — Черкас. Вранці 11 серпня «Вірний» разом з канонеркою «Передовий», на шляху до Черкас, провів невдалий бій з німецькою протитанковою батареєю, а опівдні «Вірний» наодинці з успіхом проривав ще один заслін противника на Дніпрі, розбивши при цьому один німецький понтонний парк.

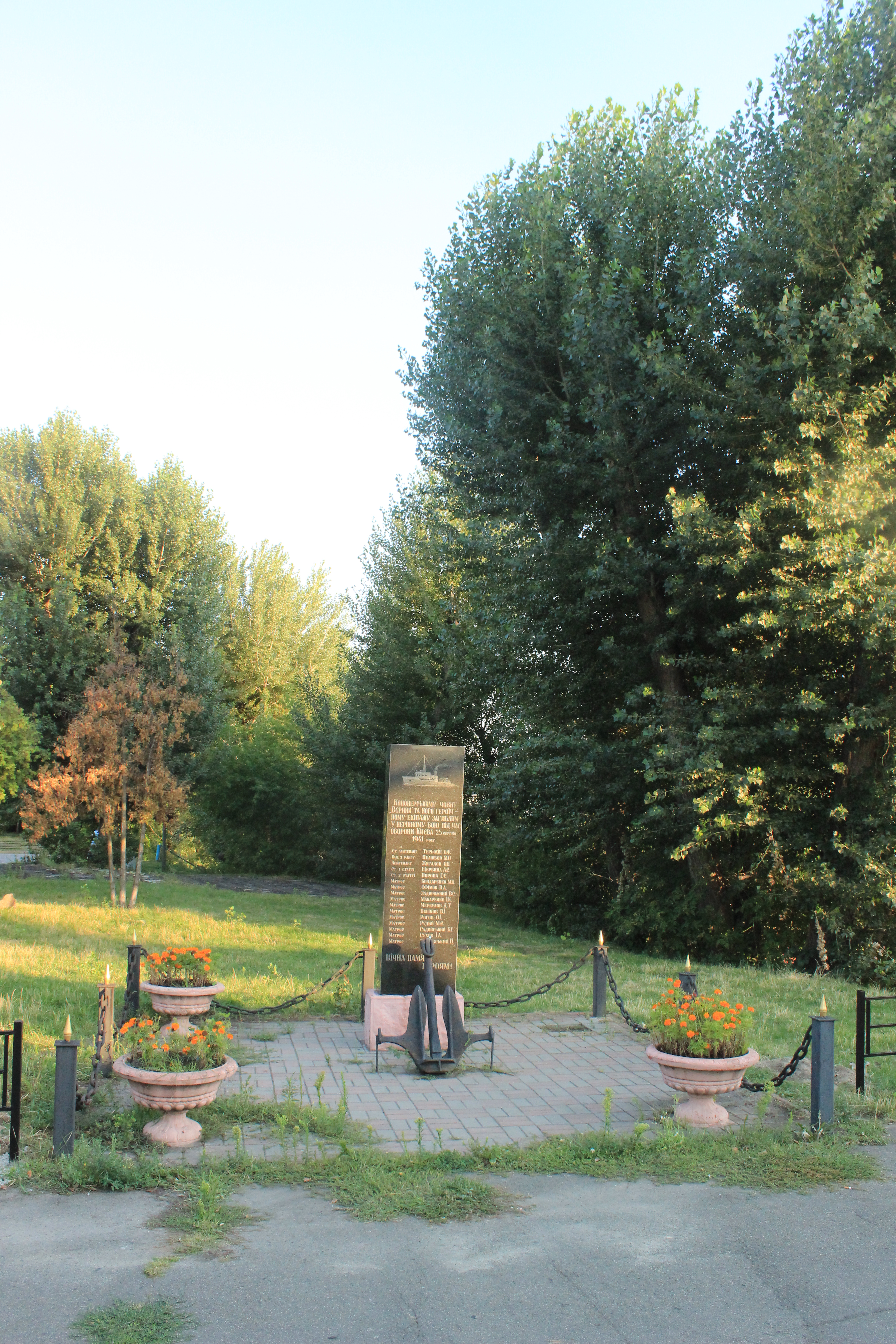
Пам'ятник екіпажу канонерки «Вірний», Київ (зображення корабля на пам'ятнику не відповідає дійсності).

В середині серпня супротивник вийшов безпосередньо до Дніпра та захопив Канів. Таким чином, ПВФ була вимушена провести операцію з метою прориву кораблів та суден у Київ з півдня. Дніпровський ЗРК здійснив 17 — 19 серпня 1941 року так званий Канівський прорив з району Каніва до Києва. Операція проводилася при підтримці військ зв'язку, польової та далекобійної артилерії сухопутних військ, яка вела вогонь по німецьким військам з лівого берега. Загалом прорив виявився вдалим, а втрати були мінімальними. При цьому канонерський човен пошкоджень та втрат не мав. Після прибуття до Києва човен став на ремонт до 20 серпня.
23 серпня «Вірний» за наказом вийшов у район північніше села Окунінове для прикриття дніпровської переправи.
Ввечері 23 серпня 1941 року передові загони німецької 111-ї піхотної дивізії, посилені самохідними установками StuG III, розбили погано організовані частини 27-го стрілецького корпусу 37-ї армії Південно-Західного фронту, що відступали за наказом, захопили міст через Дніпро біля села Окунінове та облаштували плацдарм на лівому березі Дніпра. Радянське командування з'ясувало ситуацію із втратою переправи лише вранці 24 серпня. Тоді ж були надані накази перш за все мобільним засобам — авіації та річковим кораблям — за будь-якою ціною знищити захоплений ворогом міст. Водночас в район Окунінове — Остер підтягували артилерію та стрілецькі частини, які розпочали більш-менш ефективні атаки на німецький плацдарм після 25 серпня.
24 серпня канонерка «Вірний» перебуваючи за 5 км на південь від захопленого німцями моста відкрила по ньому вогонь. О 17:00 артилеристи корабля влучили в одну з ферм мосту. О 18:00 корабель обстріляв німецьку колону з 20-25 автівок, знищивши частину з них. В ці ж години відбувалися авіанальоти радянської авіації на міст та його обстріл з північного напрямку гарматами канонерського човна «Кремль», що також діяв самостійно.
Опівдні 25 серпня неподалік села Сухолуччя «Вірний» потрапив під німецький авіаудар. Корабель зміг підбити один літак та пошкодити ще один. Невдовзі розпочався другий авіаналіт, канонерський човен отримав 2 — 3 влучання та затонув о 14:00 на 1030-му кілометрі Дніпра. Втрати екіпажу склали 9 вбитими, стільки ж поранених та 11 зникли безвісти. Серед загиблих був командир корабля старший лейтенант Терьохін О. Ф.
31 серпня 1941 року канонерський човен «Вірний» за наказом вивели зі списків кораблів ВМФ. А у 1940-ві роки уламки канонерки здали на брухт.

## Командири корабля
За неповними даними посаду командира корабля займали:
- старший лейтенант Баст Є. З.: 25 травня 1935 - 27 жовтня 1936 р.
- лейтенант Максименко К. В.: 5 серпня 1936 - 10 березня 1938 р.
- старший лейтенант Терьохін О. Ф.: 1939 - 25 серпня 1941 р.

## Пам'ять
- В Києві на честь командира корабля, старшого лейтенанта Терьохіна, Троїцько-Кирилівська вулиця з 1963 по 2023 рік мала назву вулиця Олексія Терьохіна.
- У київському парку моряків встановлено пам'ятник екіпажу канонерки.